# Tsagaankhairkhan (Zavkhan)
Pour les articles homonymes, voir Tsagaankhairkhan.
Le sum de Tsagaankhairkhan (mongol : ᠴᠠᠭᠠᠨᠬᠠᠢᠢᠷᠬᠠᠨ
ᠰᠤᠮᠤ, cyrillique : Цагаанхайрхан сум, MNS : Tsagaankhairkhan sum) est situé dans l'aïmag (ligue) de Zavkhan, en Mongolie. Sa population était de ? habitants en 2005.